# Liloan
Liloan – miasto na Filipinach w regionie Środkowe Visayas, na wyspie Cebu. W 2010 roku liczyło 100 500 mieszkańców.